# Claudio Mubarac
Claudio Mubarac, nome de batismo Luiz Claudio Mubarac, (Rio Claro, 27 de setembro de 1959) é professor, gravador, curador e artista brasileiro, radicado em São Paulo desde 1978. Sua obra é reconhecida pela consistência e pela profunda pesquisa sobre a gravura, com destaque para a representação do corpo humano.
É professor de Artes Plásticas na Escola de Comunicações e Artes da Universidade de São Paulo (ECA-USP), lecionando disciplinas de desenho e gravura na graduação e na pós-graduação.
Participou de exposições, salões e bienais e algumas de suas obras foram adquiridas por instituições como a Biblioteca Nacional de Paris, Instituto Cultural Itaú, Museu de Arte de Portland e a Pinacoteca do Estado de São Paulo. Recebeu o prêmio de melhor delegação internacional na 23ª Bienal Internacional de Artes Gráficas de Ljubljana, Eslovênia (1999) e o Prêmio Bravo como curador da melhor exposição do ano  pela mostra individual de Evandro Carlos Jardim, Pinacoteca do Estado de São Paulo (2005).

## Formação e Carreira Acadêmica
Claudio Mubarac graduou-se em Artes Plásticas em 1982 pela ECA-USP. Foi aluno dos reconhecidos artistas e professores Evandro Carlos Jardim e Regina Silveira. Iniciou seu mestrado em 1994, seguindo para doutorado direto em 1997, na mesma instituição em que defendeu a tese Notas Sobre Incisão (1998), com orientação de Evandro Carlos Jardim.
Entre 1985 e 2003, atuou como professor de gravura na Fundação Armando Álvares Penteado (FAAP) e como orientador no Ateliê de Gravura do Museu Lasar Segall, assumindo a coordenação do museu entre 1989 e 2000. Seu trabalho nessas instituições não apenas fortaleceu as práticas envolvendo a gravura no Brasil, em diferentes técnicas gráficas como litografia, xilografia e outras, mas também o posicionou como um consultor em projetos de arte gráfica, seja em curadorias ou na preservação de acervos históricos.
Mubarac foi professor convidado de gravura na ECA-USP entre 1994 e 1995. Em 2004 passou a compor o quadro de professores da instituição, lecionando disciplinas em desenho e gravura, sendo que em 2017 tornou-se professor titular de Desenho.Como professor na USP, orientou diversos alunos na pós-graduação na área de Poéticas Visuais.
O trabalho de Claudio Mubarac foi incluído em publicações como Brazilianart III: Livro de Arte Brasileira (2003), publicação que reúne a produção de artistas contemporâneos brasileiros.

### Intercâmbios Internacionais e Residências Artísticas
A trajetória de Mubarac inclui experiências internacionais que contribuem com sua prática artística. Em 1993 foi contemplado com uma bolsa de estudos no Instituto Tamarind de Litografia no Novo México, onde permaneceu por cinco semanas desenvolvendo trabalho em litogravura num espaço que possibilitou a troca de experiências com mestres do ateliê.
Em 1994 foi convidado a participar de um intercâmbio com artistas brasileiros e britânicos que envolvia o ateliê London Print Workshop, o ateliê do Museu Lasar Segall, a oficinas do Solar do Barão e ateliês da Prefeitura de Porto Alegre.
Em 1996 recebeu a bolsa de residência do Civitella Ranieri Center, fundação estadunidense com ateliês para residência em Úmbria, onde desenvolveu seu trabalho enquanto estudava arte italiana renascentista. 
No ano de 1999 mudou-se para Paris, onde ficou durante um ano, pois foi contemplado com a bolsa FAAP-Cité des Artes. Nesse período, entrou em contato com acervos e com o circuito de arte contemporânea francesa, desenvolveu sua produção artística e realizou pesquisas nos gabinetes de desenho e gravura da Biblioteca Nacional de França, onde teve contato com obras originais que até então só havia visto por reproduções.

## Fazer Artístico e Temáticas
A gravura é o meio de expressão privilegiado de Mubarac. Suas primeiras gravuras partem de elementos cotidianos e dialogam com a produção de artistas como Rembrandt van Rijn e Giorgio Morandi.
Em sua produção se destaca  a pesquisa de diversas técnicas gráficas, como gravura em metal, xilogravura, litografia, monotipia, fotografia e manipulação em computador. Em sua obra, combinou diferentes abordagens na mesma matriz para explorar as diversas possibilidades e complexidades das estampas. Ele demonstra grande conhecimento da história da gravura e possui desenvoltura com as várias técnicas gráficas. Em sua produção, as imagens do corpo humano e as referências à história da gravura são recorrentes.
Um aspecto central de sua poética é a compreensão da arte como um caminho para o autoconhecimento e para a compreensão do outro, o que o levou a eleger o corpo humano como tema recorrente. A estudiosa e crítica da arte Sônia Salzstein destaca sua originalidade ao manter o corpo como um "fato imaterial e móvel no espaço", recusando-se a enquadrá-lo em esquemas prévios de representação.
A estudiosa e crítica da arte Maria Alice Milliet notou que "o corpo assoma em sua produção cercado de certa emoção" e que os fragmentos da anatomia, embora precisos, são "tocantes porque são frágeis, hesitantes na ocupação do espaço".

A fusão do tema (o corpo) com a linguagem (a gráfica) é um ponto-chave em sua produção. Como aponta o pesquisador e crítico Tadeu Chiarelli:
Cada uma de suas estampas é indagação sobre a estrutura corpórea e psíquica, ao mesmo tempo que é uma indagação sobre a estrutura da gravura e sua tradição.
Em 1988, aos 28 anos de idade, Mubarac sofreu um grave acidente de carro que o levou a refletir sobre a fragilidade da condição humana e a iminência da morte. Após retornar as suas atividades, realizou uma série de estampas representando seu corpo de forma fragmentada.
No período de 1989 a 1995, sua obra expressa uma transição da visão externa da figura humana (os retratos) para a investigação das estruturas internas do corpo. Mubarac incorporou em suas matrizes observações que iam de radiografias a tratados de medicina, elaborando desenhos em ponta-seca. Os trabalhos integraram a exposição Objetos Frágeis: a gráfica de Claudio Mubarac (2006) na Pinacoteca de São Paulo. A crítica Sônia Salzstein notou que o conjunto de gravuras do artista se destacou pelo seu empenho em extrair da linha "um misto de despojamento e determinação".
Em seu percurso na gravura, implementou outras técnicas e materiais. Em muitos trabalhos utilizou a técnica da monotipia, que resulta em uma cópia única, optando pela não multiplicação das imagens. Também passou a transformar as estampas em objetos tridimensionais, gravando as imagens em folhas de ouro sobre chumbo. Em outra série, ele substituiu as folhas de ouro por folhas de prata.

## Recepção Crítica
Críticos e artistas como Evandro Carlos Jardim, Tadeu Chiarelli e Sônia Salzstein destacam a qualidade da obra de Mubarac, a recorrência e transformação das imagens, seu amplo repertório, assim como o uso variado de técnicas gráficas. Sua trajetória artística é conhecida pela introspecção e pela forma como reflete sobre a fragilidade da existência humana, tendo como ponto marcante o período após o acidente que sofreu em 1988.

Nas palavras de Marcelo Mattos Araujo:
Seu conhecimento da história da gravura mundial é enciclopédico, e o torna consultor permanente para a maioria dos projetos em torno dessa linguagem em nosso país. 

## Exposições
O artista participou de mais de uma centena de exposições individuais e coletivas  no Brasil e no exterior, dentre elas:

### Exposições Individuais
- 2018: Anatomias de Abril, Face Gabinete de Arte, São Paulo (SP)
- 2005-2006: Objetos Frágeis: A Gráfica de Claudio Mubarac, Gabinete de Gravura Guita e José Mindlin, Estação Pinacoteca, São Paulo (SP)[4][15]
- 1990: Paulo Figueiredo Galeria de Arte, São Paulo (SP)[4]

### Exposições Coletivas
- 1990: Coletiva de Gravuras, Centro Cultural São Paulo[4]
- 1990: Panorama de Arte Atual Brasileira, Museu de Arte Moderna de São Paulo[4]
- 1988: Mostra Internazionale di Grafica, Catânia, Itália[4]
- 1988: Salão Paulista de Arte Contemporânea, Fundação Bienal de São Paulo[4]
- 1987: Cinco Jovens Paulistas, Espaço Cultural 2001, São Paulo[4]
- 1987: International Biennal of Graphic Art, Ljubljana[4]
- 1986: Bienal de San Juan del Grabado Latinoamericano, Porto Rico[4]
- 1985: Arte Jovem Paulista, Revista Arte em São Paulo, Galeria São Paulo[4]
- 1985: Salão Paulista de Arte Contemporânea, Pinacoteca do Estado de São Paulo[4]
- 1984: Buti, Hashimoto, Mubarac, Museu de Arte Contemporânea da Universidade de São Paulo[4]
- 1984: Da Paisagem Da Figura: Paulo Pasta e Claudio Mubarac, Espaço Cultura DHL[4]
- 1983: International Print Exhibit: ROC, China[4]
- 1983: Premio Internazionale Biella per l'Incisione, Itália[4]
- 1982: Mostra Anual de Gravura Cidade de Curitiba[4]
- 1981: Coletiva da Gravura em Metal, Galeria SESC/Paulista[4]
- 1981: Gravura Jovem, Museu de Arte Contemporânea da Universidade de São Paulo (MAC-USP)[4]
- 1980: Panorama de Arte Atual Brasileira, Museu de Arte Moderna de São Paulo[4]

### Curadorias
Em 2005, Mubarac passou a também atuar como curador. A seguir, algumas exposições que contam com sua curadoria: ⁣
- 2019: Xilo: Corpo e Paisagem, Sesc/Pinheiros, São Paulo[6]
- 2015-2016: Goeldi/Jardim: A Gravura e o Compasso, MAC/USP, São Paulo[6][19]
- 2014-2015: Imagem Gráfica, Pinacoteca do Estado de São Paulo, São Paulo[6]
- 2013: Gilvan Samico: Primeiras Estórias, Centro Universitário Maria Antônia (USP), São Paulo[6]
- 2012-2013: Quatro Ensaios Gráficos, Pinacoteca do Estado de São Paulo, São Paulo[6]
- 2009: Valongo: Xilogravuras de Fabrício Lopez, Pinacoteca do Estado de São Paulo, São Paulo[6]
- 2008: Das Dez Mil Faces: A Gravura de Madalena Hashimoto, Instituto Moreira Salles (IMS), São Paulo[6]
- 2005: O Desenho Estampado: A Obra Gráfica de Evandro Carlos Jardim, que recebeu o Prêmio Bravo de melhor exposição do ano.[20][6]

## Obras em Coleções Públicas
Suas obras integram diversas coleções públicas, dentre elas:
- Pinacoteca Municipal de Rio Claro (São Paulo)[4][6]
- Museu da Gravura Cidade de Curitiba (Paraná)[4][6]
- Museu de Arte Moderna de São Paulo (São Paulo)[4][6]
- Museu de Arte Contemporânea da Universidade de São Paulo (São Paulo)[4][6]
- Museu de Arte Moderna do Rio de Janeiro (Coleção Gilberto Chateaubriand) (Rio de Janeiro)[4][6]
- Museu de Arte Brasileira da FAAP, São Paulo (São Paulo)[4][6]
- Museu de Arte de Portland (EUA)[4][6]
- Centro Cultural São Paulo, Acervo da Pinacoteca Municipal (São Paulo)[4][6]
- Gabinete de Estampas da Biblioteca Nacional de Paris (França)[4][6]
- Instituto Cultural Itaú, São Paulo (São Paulo)[4][6]
- Pinacoteca do Estado de São Paulo (São Paulo)[4][6]

## Prêmios e Reconhecimentos
- 2005: Prêmio Bravo na categoria Artes Plásticas pela mostra de Evandro Carlos Jardim, Pinacoteca do Estado de São Paulo[21][22]
- 1999: Prêmio FAAP-Cité des Arts (residência em Paris, França)[4][23][24]
- 1999: Prêmio de Melhor Delegação Internacional, 23ª Bienal Internacional de Artes Gráficas de Ljubljana, Eslovênia[4][23][24]
- 1996: Bolsa de Residência Artística no Civitella Ranieri Center, Umbria, Itália[4][23][24]
- 1994: Bolsa como artista residente no London Print Workshop, Reino Unido[23][24]
- 1993: Bolsa como artista residente no Civitella Raniere Center, Itália[23][24]
- 1992: Prêmio Aquisição, Mostra América de Gravura, Curitiba[23][24]
- 1982: Prêmio como melhor artista participante da V Mostra de Gravura, Curitiba[23][24]